# Remyella santosii
Remyella santosii là một loài Rêu trong họ Brachytheciaceae. Loài này được (E.B. Bartram) Ignatov & Huttunen mô tả khoa học đầu tiên năm 2002.